# Abronii
Les Abronii sont les membres de la gens Abronia. Ils formaient une famille plébéienne de la Rome antique. Elle n'est connue que par deux individus, le poète Abronius Silo, et son fils, auteur de pantomimes,.

## Membres
- Abronius Silo, poète qui à vécu sous le règne d'Auguste.
- Caius Abronius, cité sur une amphore[b 1].